# Ataque de Pokrovsk en agosto de 2023
El ataque de Pokrovsk ocurrió el 7 de agosto de 2023, alrededor de las 7:15 p. m., durante la invasión rusa de Ucrania, las Fuerzas Armadas de Rusia utilizaron misiles balísticos de corto alcance Iskander para atacar dos veces la ciudad ucraniana de Pokrovsk, en la parte del Óblast de Donetsk aun bajo soberanía ucraniana.

## Descripción

### Ataques
Después del primer ataque, las fuerzas rusas esperaron 40 minutos hasta que los rescatistas llegaron al lugar para intentar salvar a los heridos y supervivientes enterrados entre los escombros, y luego lanzaron un segundo ataque que mató a un funcionario de los servicios de emergencia e hirió a más personas en el lugar. Se informó que 10 personas murieron en los ataques y 82 resultaron heridas. Por lo tanto, se abandonó la búsqueda de más supervivientes por temor a otra bombardeo contra los socorristas. Después de unos días, se retiraron 122 toneladas de escombros de las zonas afectadas.

### Consecuencias
Los ataques dañaron al menos 12 edificios de varios pisos, incluido un hotel y un bloque de apartamentos de cinco pisos. El Ministerio de Defensa ruso afirmó que sus fuerzas habían atacado un puesto de mando del ejército ucraniano en Krasnoarmeysk (el nombre de Pokrovsk en la época de la RSS de Ucrania). El gobierno ucraniano rechazó esta afirmación y señaló que el ataque había sido imprudente y estaba dirigido contra zonas civiles. El ataque de "doble toque" también fue utilizado anteriormente por las fuerzas rusas en la guerra civil siria para maximizar las bajas.